# ریسا شیمیزو
ریسا شیمیزو (انگلیسی: Risa Shimizu؛ زادهٔ ۱۵ ژوئن ۱۹۹۶) بازیکن فوتبال است که در تیم ملی فوتبال زنان ژاپن بازی کرده‌است.